# Primitifs flamands. Trésors de Marguerite d'Autriche
Primitifs flamands. Trésors de Marguerite d'Autriche est une exposition du 8 mai au 26 août 2018 au monastère royal de Brou de Bourg-en-Bresse.

## Thématique

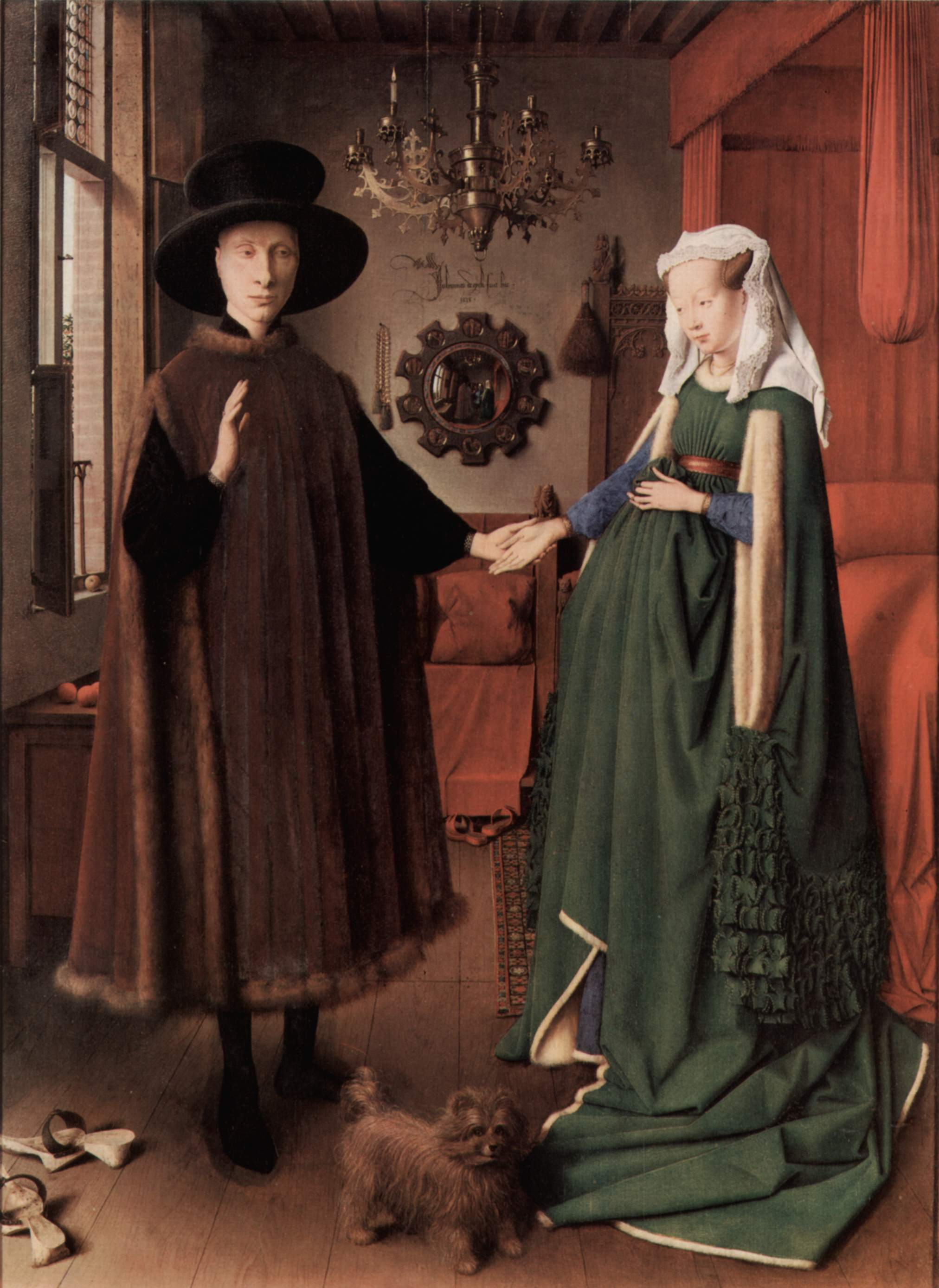
Les Époux Arnolfini, peinture de Jan van Eyck datant de 1434, conservée à la National Gallery de Londres, ayant appartenu de Marguerite d'Autriche, mais qui n'a pu être prêté.

L' objectif de l'exposition est double : une rétrospective de la peinture flamande du XVe siècle jusqu’au début du XVIe siècle, et une présentation de la collection et du mécénat de Marguerite d’Autriche, fondatrice de l’abbaye de Brou. Évoquant ses goûts artistiques, l’exposition retrace un siècle de peinture flamande de Jan Van Eyck à Bernard Van Orley, en passant par Rogier Van der Weyden, Jan Gossart, Hans Memling, Jérôme Bosch...
À défaut de pouvoir montrer les œuvres qui ont fait partie de la collection de Marguerite d'Autriche, l’exposition s’attache à en présenter des équivalents.

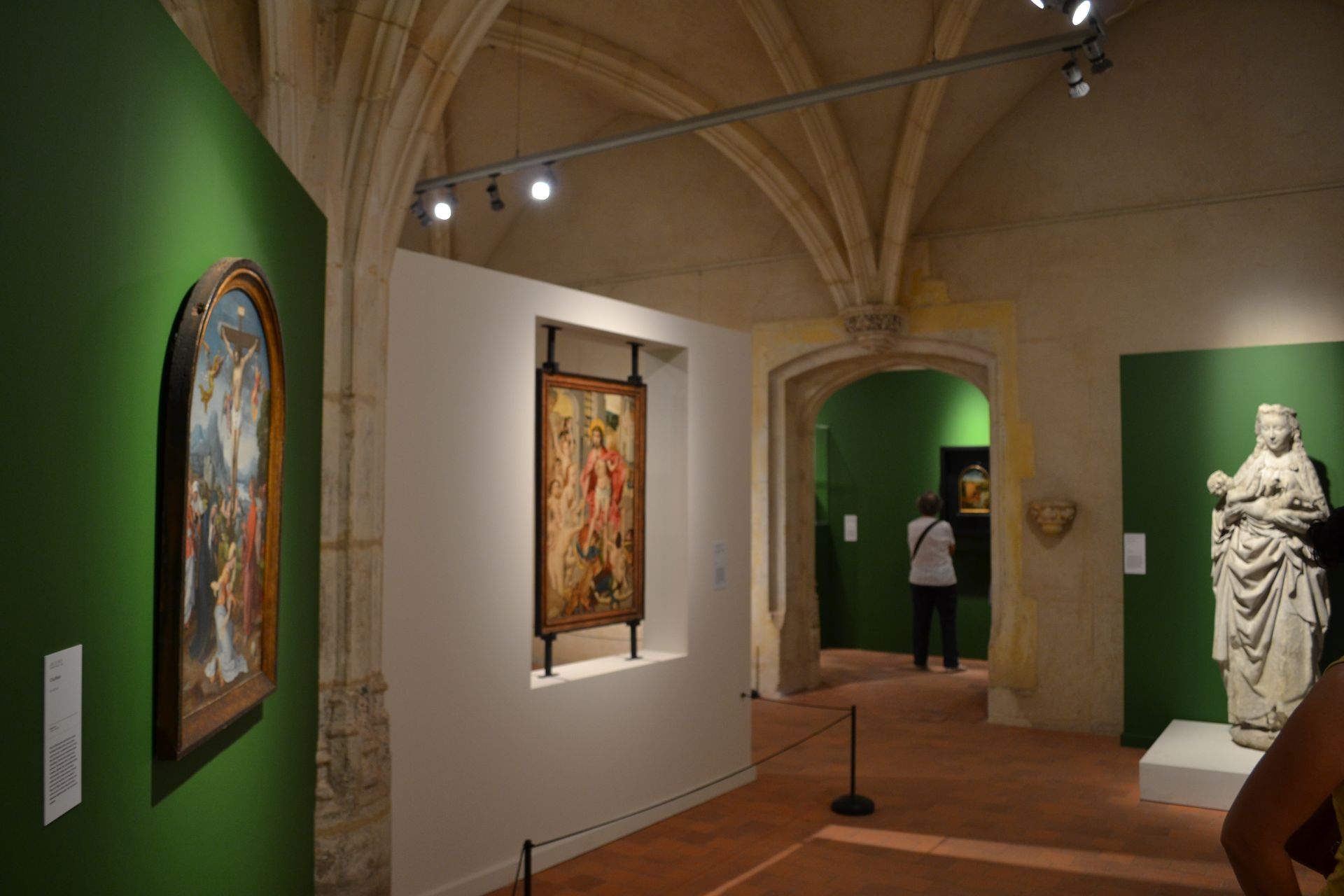
Aperçu de la scénographie

## Œuvres exposées
Parmi la cinquantaine d'œuvres exposées, on peut voir :
| Image | Titre                                                          | Attribué à                            | Date                            | lieu de conservation                                          |
| ----- | -------------------------------------------------------------- | ------------------------------------- | ------------------------------- | ------------------------------------------------------------- |
|       | Vierge à l'enfant couronnée par deux anges                     | Maître de la Légende de sainte Ursule | vers 1470-1475                  | Musée Suermondt-Ludwig, Aix-la-Chapelle                       |
|       | Vierge à l'Enfant endormi                                      | Maître de la Madone de Dijon          | Fin du XVe siècle               | Musée des beaux-arts de Dijon                                 |
|       | Nativité                                                       | Hans Memling                          | vers 1480                       | Fondation Phoebus (Anvers)                                    |
|       | Portrait de Philippe le Bon, duc de Bourgogne (1396-1467)      | d'après Rogier Van der Weyden         | vers 1445, copie vers 1529-1543 | Musée du Louvre                                               |
|       | Portrait de Charles le Téméraire, duc de Bourgogne (1433-1477) | d'après Rogier Van der Weyden         | vers 1460, copie du XVIe siècle | Musée des beaux-arts de Dole                                  |
|       | Portrait de Charles Quint (1500-1558)                          | Bernard van Orley                     | vers 1516                       | Musée municipal de Bourg-en-Bresse (dépôt du Musée du Louvre) |
|       | Isabelle de Portugal avec sainte Élisabeth                     | Petrus Christus                       | entre 1457 et 1460              | Groeningemuseum, de Bruges (Belgique)                         |
|       | Portrait de Marguerite d'Autriche à trois ans et trois mois    | Pierre Coustain                       | 1483                            | Château de Versailles                                         |
|       | Tête de Christ couronné d'épines                               | Albrecht Bouts                        | vers 1500                       | Musée des Beaux-Arts de Lyon                                  |
|       | Adam et Ève                                                    | Aert van den Bossche                  | vers 1490                       | Galerie de Jonckheere (Monaco)                                |